# Trier-Nord

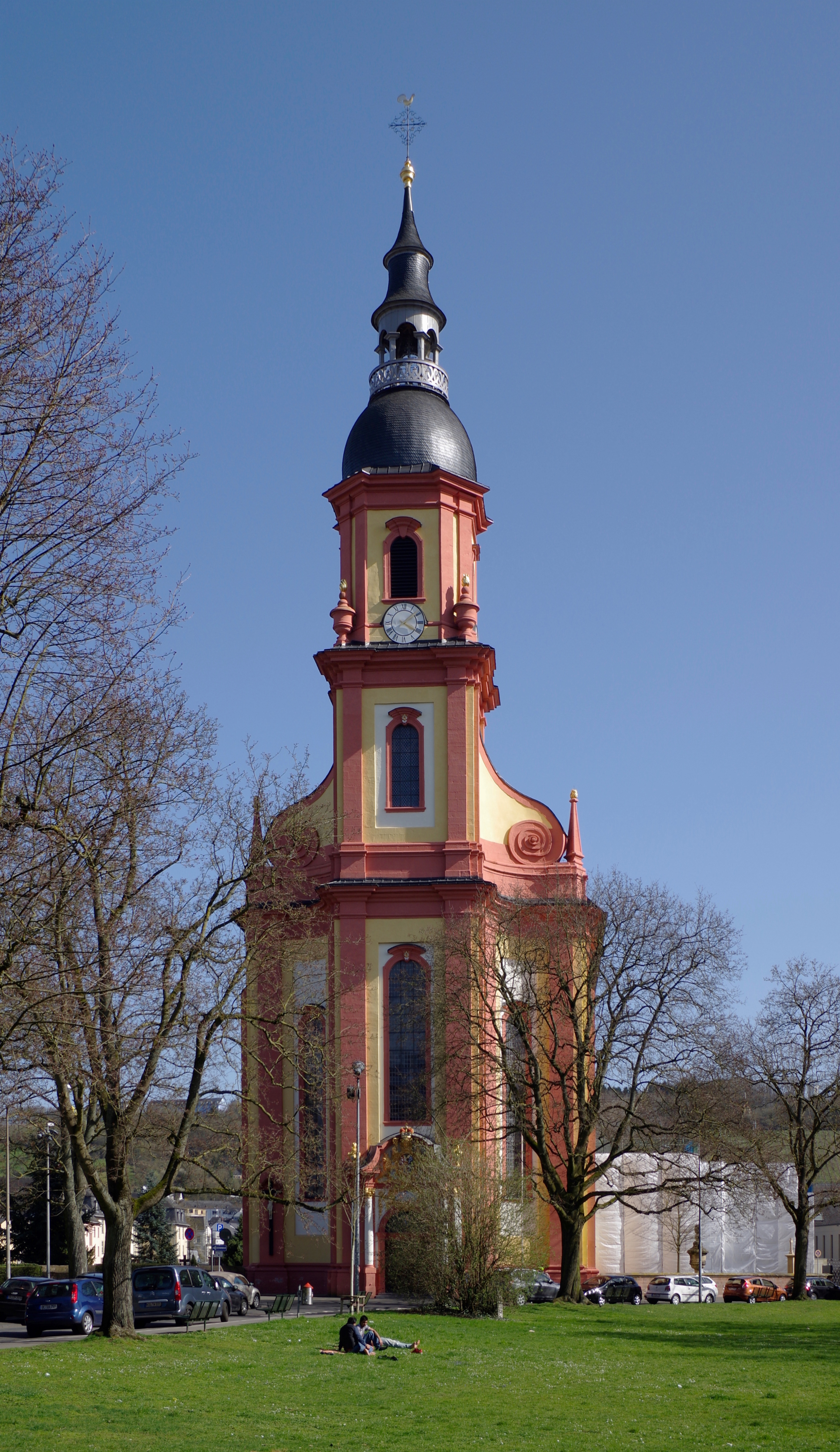
Barockbasilika St. Paulin

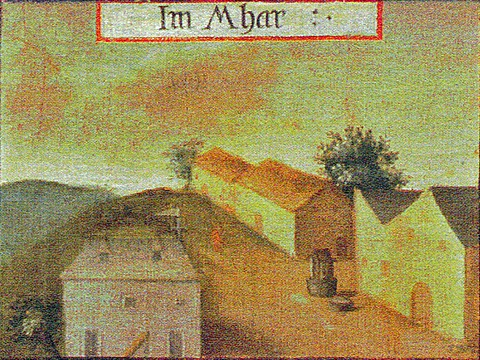
Abbildung des Maarviertels auf dem Trierer Gerichtsbild (1589)

Trier-Nord ist mit über 15.000 Einwohnern (Stand 2022) größter Ortsbezirk der Stadt Trier in Rheinland-Pfalz.

## Geographie
Der Bezirk Nord bezeichnet den Bereich nördlich des historischen Kerns der Stadt Trier bis hin zum Bezirk Ruwer/Eitelsbach. Er erstreckt sich über eine Fläche von 376,9 Hektar, beginnt unmittelbar nördlich der Porta Nigra. Der Ortsbezirk ist in die Stadtbezirke Nells Ländchen (101) und Maximin (102) unterteilt.
Der Ortsbezirk umfasst unter anderem das alte Fischerdorf Zurlauben, das Paulinviertel und das Maarviertel als ehemals eigenständige Vororte. Ferner liegen hier der Trierer Hauptfriedhof einschließlich eines kleinen Teils des einstigen römischen Friedhofs, außerdem das Nells Ländchen mit dem dazugehörigen Nells Park, dann der Verteilerkreis und das ehemalige Militärgelände „Castelforte“, das bis 1999 das französische Militär nutzte, sowie das Industriegebiet Nord.

## Politik
- Linke: 1
- SPD: 3
- Grüne: 5
- UBT: 1
- FDP: 1
- CDU: 4

### Ortsbeirat
Für den Ortsteil Trier-Nord wurde ein Ortsbezirk gebildet. Dem Ortsbeirat gehören 15 Beiratsmitglieder an, den Vorsitz im Ortsbeirat führt der direkt gewählte Ortsvorsteher.
Bei der Ortsbeiratswahl im Rahmen der Kommunalwahlen am 9. Juni 2024 ergaben sich gegenüber 2019 keine Veränderungen bei den Mandaten – Bündnis 90/Die Grünen erhielten erneut fünf Sitze, die CDU vier, die SPD drei und FDP, UBT und Die Linke jeweils einen Sitz.
Für weitere Informationen und historische Daten siehe die Ergebnisse der Kommunalwahlen in Trier.

### Ortsvorsteher
Ortsvorsteher war bis 2019 Christian Bösen (CDU). 2019 wurde Dirk Löwe (Grüne) zum neuen Ortsvorsteher gewählt. Er setzte sich bei einer Stichwahl am 16. Juni 2019 mit einem Stimmenanteil von 60,45 % gegen den bisherigen Amtsinhaber durch, nachdem bei der Direktwahl am 26. Mai keiner der ursprünglich fünf Bewerber die notwendige Mehrheit erreicht hatte.  Auch bei der Direktwahl 2024 fiel die Entscheidung erst in der Stichwahl. Löwe setzte sich am 23. Juni mit einem Stimmenanteil von 57,6 % durch, nachdem beim ersten Wahlgang am 9. Juni 2024 keiner der ursprünglich vier Bewerber eine ausreichende Mehrheit erzielt hatte.

## Kultur und Sehenswürdigkeiten

### Exzellenzhaus (Exhaus)
Kulturell stach der Bezirk durch das Exzellenzhaus an der Zurmaiener Straße heraus. Das 1972 aus einem alten Kloster hervorgegangene Veranstaltungs- und Jugendzentrum wurde etappenweise ausgebaut, bevor es 2019 aus baupolizeilichen Gründen zur Komplettschließung kam. Mit dem „Balkensaal“ im Nordflügel und der später hinzugekommenen Kellerdisco „Exil“ (mit dem separat nutzbaren „Schimmelkeller“) im Südflügel verfügte es über zwei, lange Zeit gut besuchte und auch überregional bekannte Veranstaltungsräume. Der große, begrünte Innenhof hat(te) einen Abenteuerspielplatz und bot Raum für Flohmärkte. In dem Gebäudekomplex befanden sich außerdem Räume verschiedener Jugendprojekte, Proberäume für Musiker, die hauseigenen Verwaltungsbüros sowie das „Exhaus-Café“ (in der ersten Etage des Ostflügels).

### Kirchengebäude
Eines der Wahrzeichen im Trierer Norden ist St. Paulin, eine der wenigen barocken Kirchen der Stadt. Ganz in der Nähe befindet sich die Reichsabtei St. Maximin, das ehemals größte der vier früheren Benediktinerklöster in Trier; es gehört zu den ältesten Klöstern Westeuropas. Auch die katholische Kirche St. Martin steht in Trier-Nord.

### Moselstadion
Östlich des Exzellenzhauses liegt das 1930 eröffnete Moselstadion, Spielstätte des Fußballvereins Eintracht Trier. Das Areal steht aber auch Leichtathleten zur Verfügung.

### Nordbad
Im Juni 1956 wurde unmittelbar westlich des Exzellenzhauses und nahe einem bis 1955 genutzten Mosel-Strandbad ein modernes Freibad eröffnet. Die Anlage war von Ende 2020 bis Mai 2023 wegen einer umfassenden Renovierung geschlossen. Dabei wurden nördlichen Teil, im Bereich des Kinderplanschbeckens, zwölf Gräber mit menschlichen Skeletten gefunden, die aus verschiedenen Jahrhunderten stammen, das jüngste wohl aus dem 16. Jahrhundert. Wahrscheinlich sind es Gräber von Benediktinermönchen, deren Kloster St. Marien (später Jugendzentrum Exzellenzhaus) sich über das heutige Areal des Nordbads erstreckte. Unter den Toten befand sich allerdings auch ein damals beigesetztes Kind. Das Nordbad ist das kleinere der beiden Freibäder der Stadt Trier; an Fläche und Besucherzahl wird es von dem 1957 fertiggestellten und 2009/10 sanierten Südbad (Trier-Feyen/Weismark) übertroffen. Die dritte städtische Badeanstalt ist das 1931 eröffnete und seitdem mehrmals renovierte Bad an den Kaiserthermen (umgs. „das Hallenbad“), in Trier-Süd.

### Zurlaubener Ufer (Moselufer)
Das Zurlaubener Ufer ist durch sein gastronomisches Angebot direkt am Ufer der Mosel geprägt. Hier befindet sich auch der Personenschifffahrtshafen der Stadt. Bekannt ist das Zurlaubener Ufer insbesondere durch das jährlich stattfindende Zurlaubener Moselfest, das mit dem Feuerwerk Mosel in Flammen endet.

## Wirtschaft und Infrastruktur

### Verkehr
In Trier-Nord endet die Bundesautobahn 602, welche die Stadt mit der Bundesautobahn 1 verbindet. Ein großer Teil des täglichen Durchgangs-, Besucher- und Pendelverkehrs passiert die Stadtgrenze demnach im Bezirk Nord. Die drei Hauptzubringer zur Innenstadt bilden die Parkstraße und Franz-Georg-Straße, die Herzogenbuscher Straße und Paulinstraße sowie die Zurmaiener Straße. Letztere wurde im Jahr 2006 erneuert und ausgebaut. Über Nord führt außerdem einer der beiden Hauptzufahrtswege zur Universität Trier und den Höhenstadtteilen. Neue Umgehungsstraßen zur Verbesserung der Straßenverkehrssituation in Trier-Nord und Kürenz werden diskutiert, so beispielsweise eine Erweiterung der Metternichstraße über das ehemalige Moselbahngelände in Richtung Hauptbahnhof.

### Wirtschaft
Durch die günstige geographische Lage vor den Toren der Stadt und die gute Verkehrsanbindung mit Autobahnanschluss ist der Bezirk attraktiver Wirtschaftsstandort. Der nördliche Bereich des Stadtteils besteht nahezu komplett aus Industrie- und Gewerbezonen. Insbesondere das Automobilgewerbe ist zahlreich vertreten.
Der Abzug des französischen Militärs im Jahr 1999 vom Militärgelände „Castelforte“ bedeutete für den Bezirk einen Aufschwung. Zahlreiche Unternehmen und Institutionen, darunter die Europäische Akademie des rheinland-pfälzischen Sports und die Industrie- und Handelskammer, haben sich auf dem Konversionsgelände angesiedelt. Weiterhin entstand auf dem Gelände unter anderem die SWT-Arena, eine Großraumhalle, die dem ehemaligen Frauenhandball-Zweitligisten DJK/MJC Trier sowie dem Basketballverein Gladiators Trier als Heimstätte dient. Außerdem sendet der regionale Bürgerrundfunksender OK54 sein Fernsehprogramm von dort.
Auf dem Gelände der ehemaligen Neuen Hornkaserne befinden sich in ehemaligen Kasernengebäuden die Bundeskasse Trier sowie Dienststellen des Bundesamtes für Migration und Flüchtlinge, des Landesbetriebes Liegenschafts- und Baubetreuung des Landes Rheinland-Pfalz und eine Erstaufnahmeeinrichtung für Asylbegehrende des Landes Rheinland-Pfalz, in einem von Gottfried Böhm entworfenen Neubau die Agentur für Arbeit Trier.
In Trier-Nord befinden sich Unternehmensstandorte wie der der Schaltanlagen produzierende NATUS GmbH & Co. KG, mehrere große Einzelhandelsstandorte, das Moselstadion (Heimstadion des SV Eintracht Trier 05), mit dem Nordbad eines der beiden großen Freibäder der Stadt, sowie mehrere Fastfood-Restaurants. Der Bezirk zählt zu den Wirtschaftsmotoren der Stadt, ist jedoch gleichzeitig nicht unerheblich von Arbeitslosigkeit betroffen und gilt als sozialer Brennpunkt.

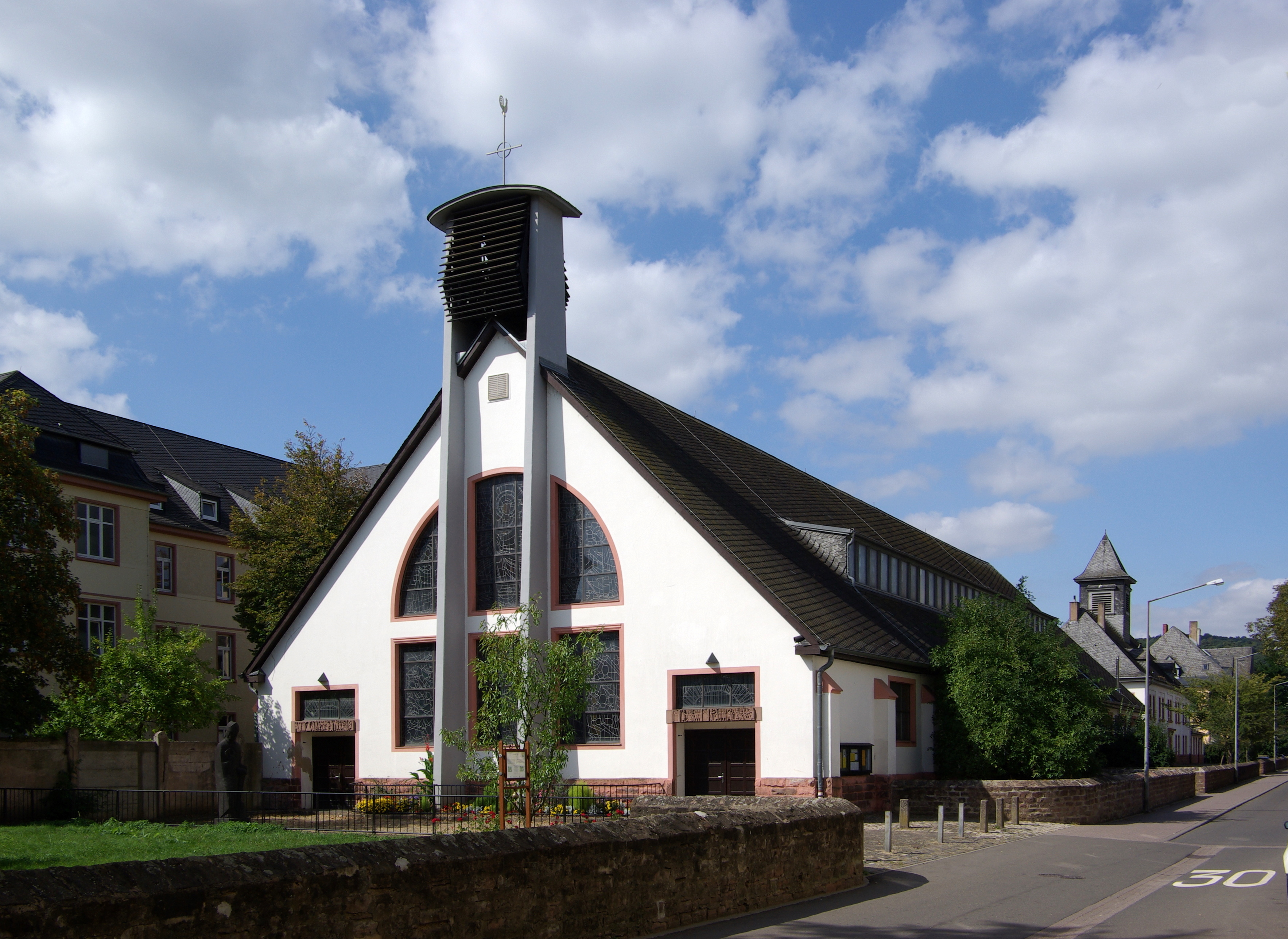
St. Ambrosius, 1954 aus einer ehem. Reithalle umgebaut
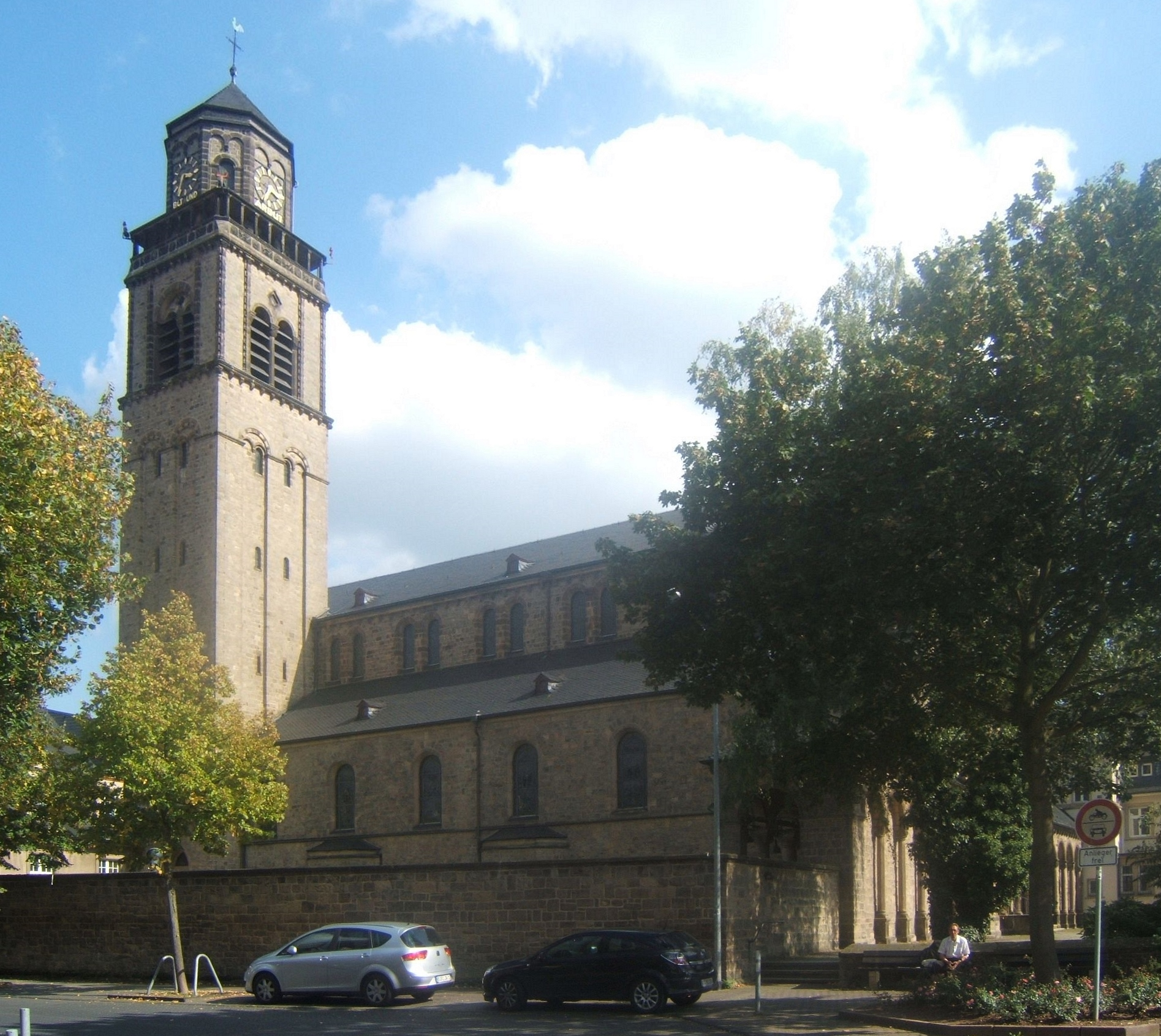
St. Martin
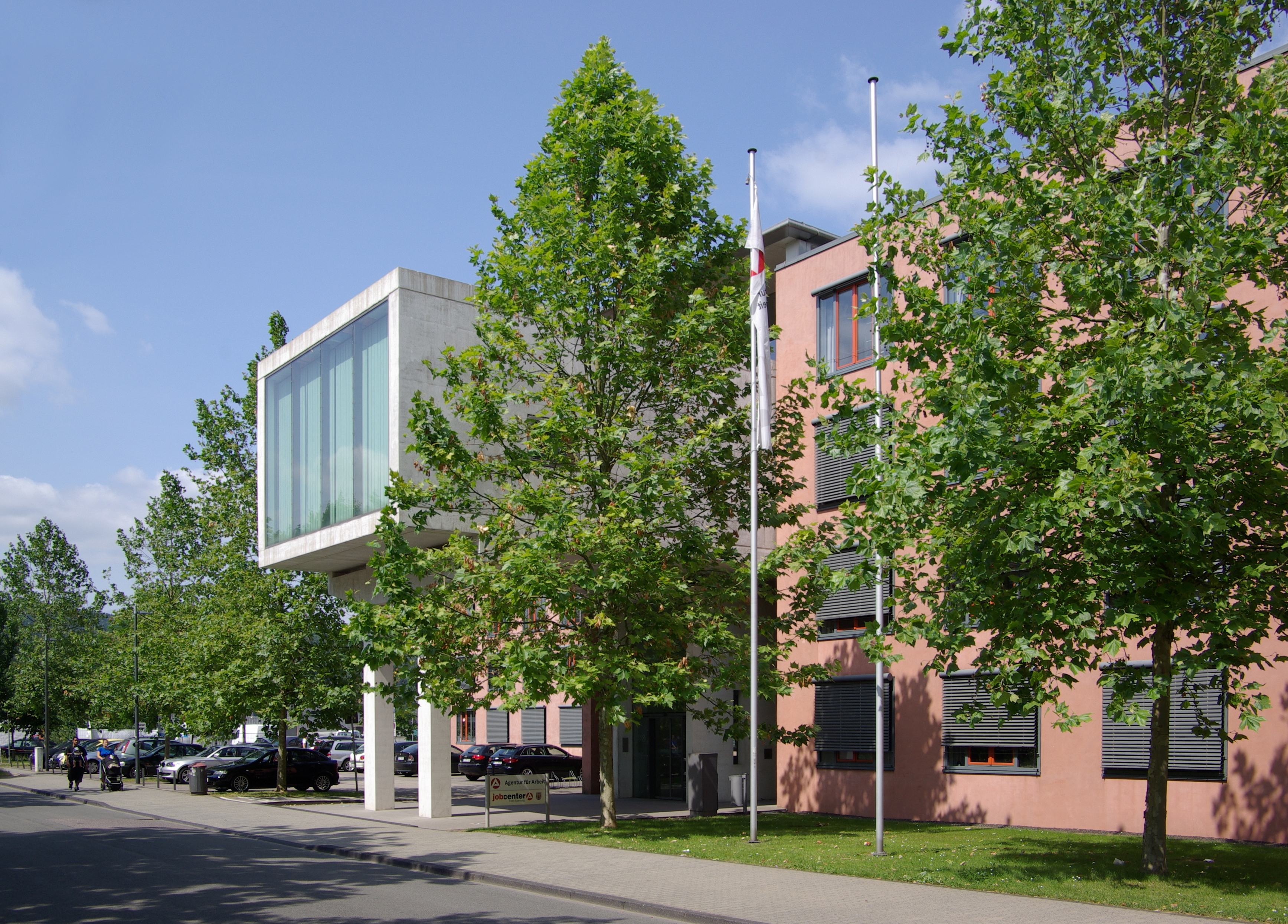
Agentur für Arbeit
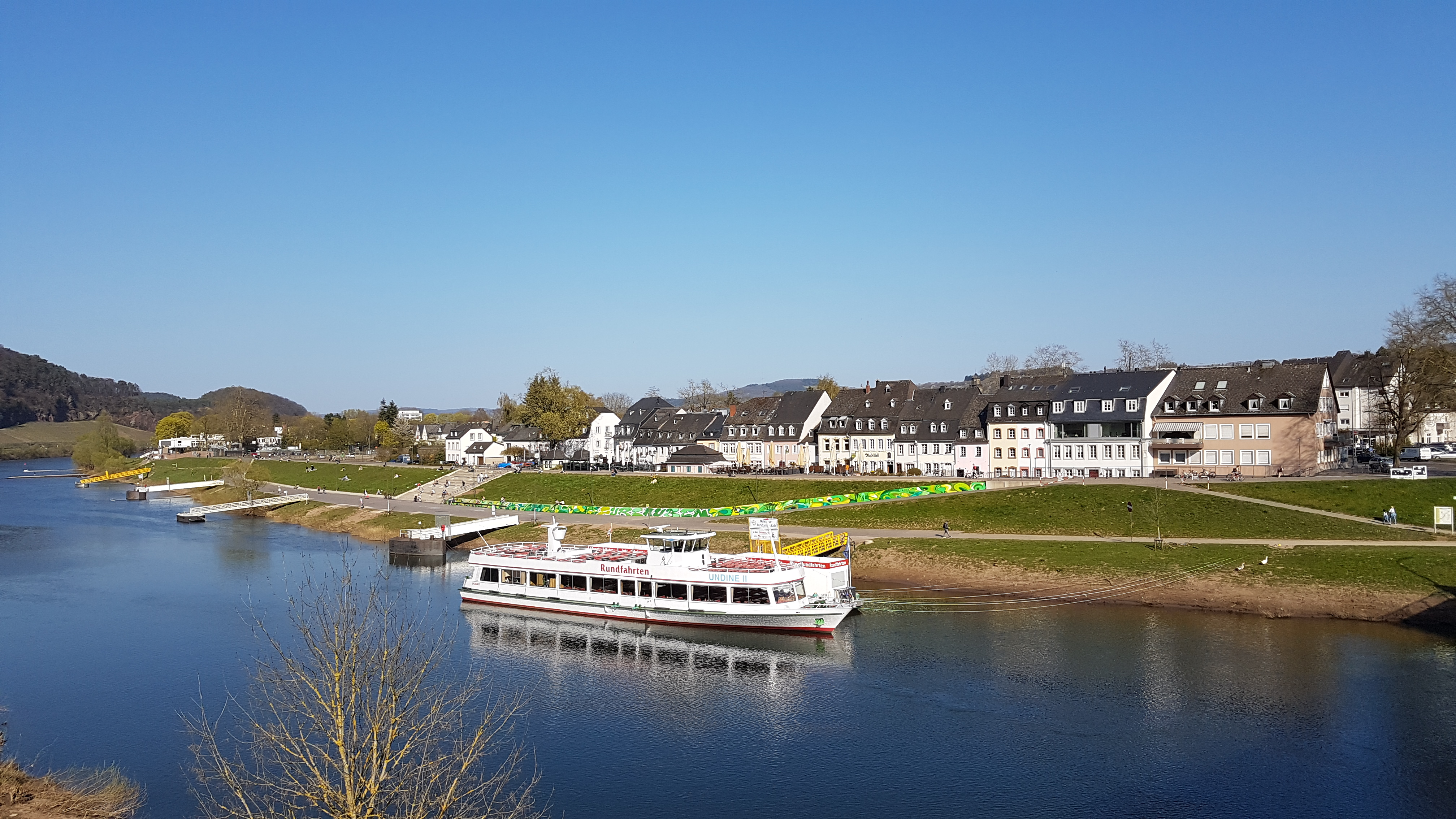
Zurlaubener Ufer
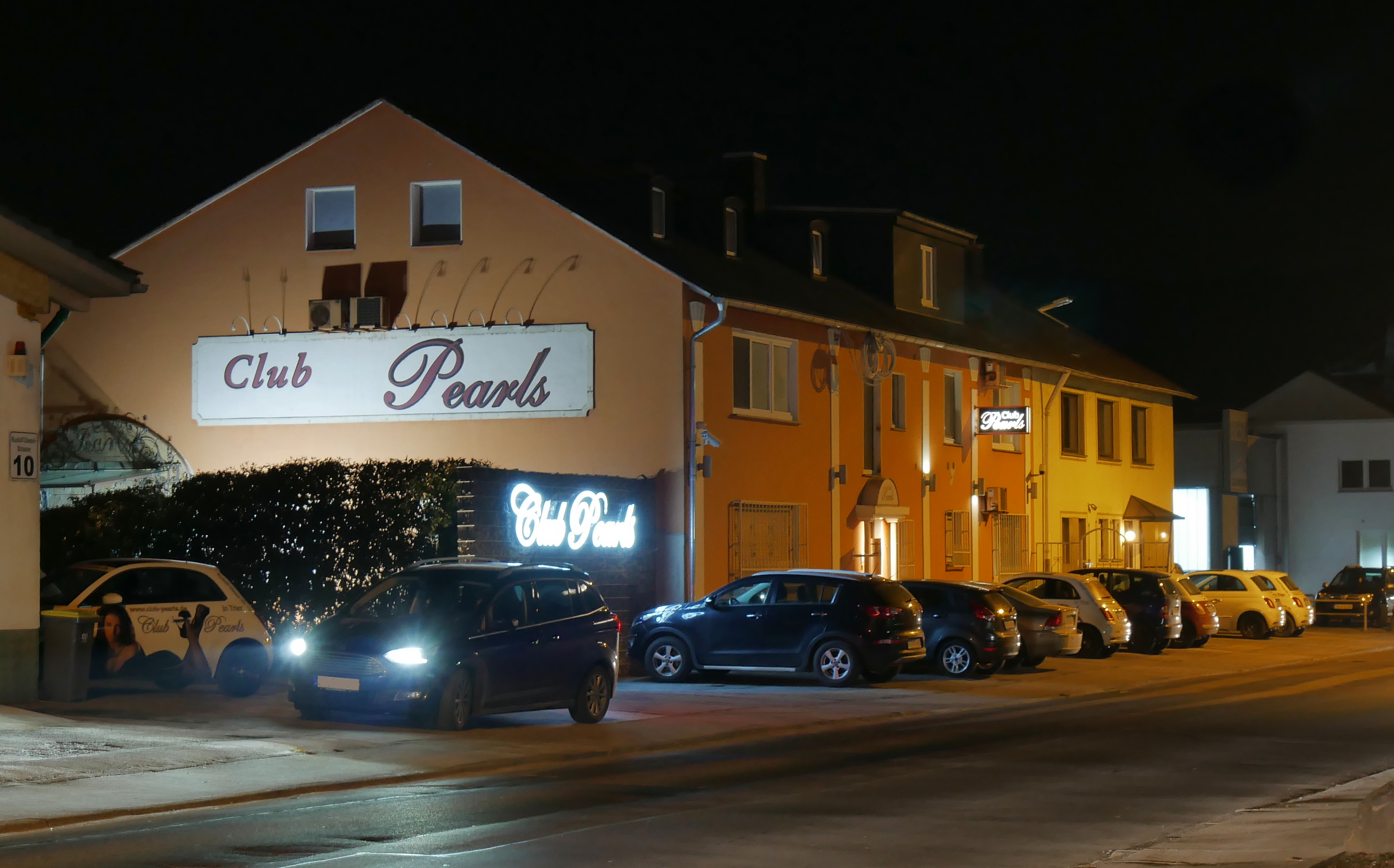
Club Pearls im Industriegebiet zwischen Autohäusern
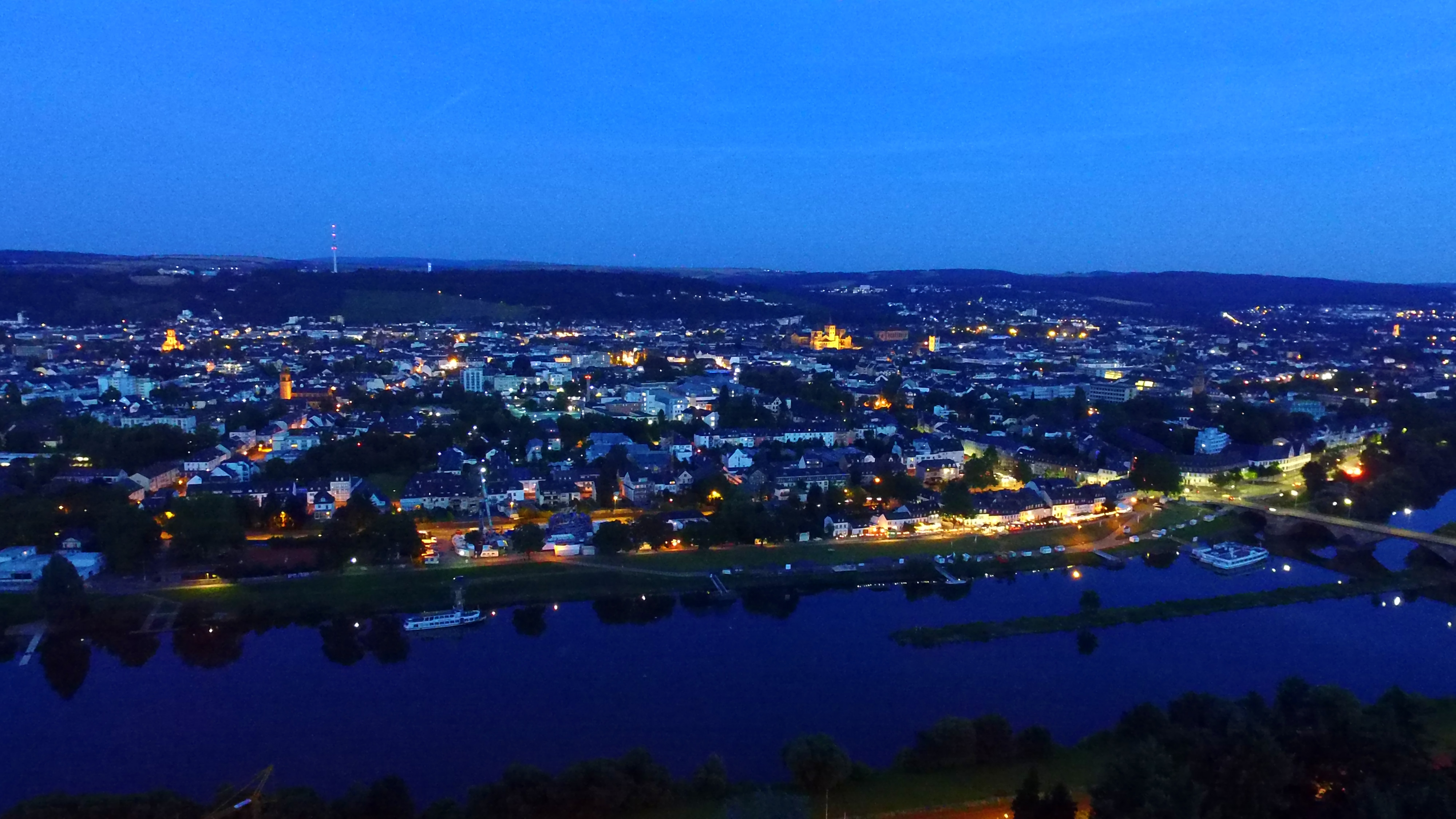
Trier-Nord vom Drachenhaus, nachts